# کنترل اجاره در ایالات متحده
کنترل اجاره در ایالات متحده به قوانین یا فرامینی اشاره دارد که مقدار اجاره خانه‌های مسکونی را به عنوان سقف قیمت، کنترل می‌کنند. میان اقتصاددانان مبنی بر این‌که کنترل اجاره باعث کاهش کیفیت و کمیت واحدهای مسکونی اجاره‌ای می‌گردد، اتفاق نظر وجود دارد.
به‌طور ساده‌تر، «کنترل اجاره» چندین نوع کنترل قیمت را توضیح می‌دهد:
- «سقف‌های دقیق قیمت»، که به عنوان سیستم‌های «منجمدسازی اجاره» یا کنترل‌های «مطلق» یا «نسل اول» اجاره نیز شناخته می‌شود، در آن هیچ افزایش اجاره به هیچ صورت مجاز نیست (اجاره معمولاً با نرخی که هنگام تنفیذ قانون وجود داشت، منجمد ساخته می‌شود).
- «کنترل خانه‌های خالی»، که به عنوان کنترل «دقیق» یا «قوی» اجاره نیز شناخته می‌شود، در آن قیمت اجاره می‌تواند افزایش یابد، اما در بین دو اجاره نشین تنظیم می‌شود (اجاره نشین جدید، تقریباً همان اجاره‌ای را می‌پردازد که اجاره نشین قبلی می‌پرداخت)
- «برداشتن کنترل خانه‌های خالی»، که به عنوان کنترل اجاره «اجاره نشین» یا «نسل دوم» نیز شناخته می‌شود، افزایش قیمت را در جریان اجاره محدود می‌سازد، اما میان دو اجاره نشین اجازه می‌دهد. اجاره‌ها به نرخ بازار افزایش یابد (اجاره نشینان جدید، اجاره نرخ بازار را می‌پردازند. اما تا زمانی که آن‌ها در منزل باقی می‌مانند افزایش محدود می‌شود).[۱]

از سال ۲۰۱۹ میلادی، پنج ایالت (کالیفرنیا، نیویورک، نیوجرسی، [[مریلند، اورگن) و ناحیه کلمبیا مناطقی دارند، که در آن برخی از انواع کنترل‌های اجاره مسکونی اجرایی می‌شود (برای ساختمان‌های عادی، به استثنای خانه‌های سیار).‏ ۳۷ ایالت یا کنترل اجاره را ممنوع کرده یا از آن جلوگیری می‌کنند و هشت ایالت به شهرهای‌شان اجازه می‌دهند تا کنترل اجاره را اعمال نمایند، اما هیچ شهری ندارند که آن را اجرا کرده باشد. در مناطقی که کنترل اجاره دارند، این کنترل اغلب درصد زیادی از واحدهای اجاره‌ای آن شهر را پوشش می‌دهد: به‌طور مثال، در برخی از بازارهای بزرگ: در شهر نیویورک در سال ۲۰۱۱ میلادی، ۴۵ درصد واحدهای اجاره‌ای یا دارای «اجاره ثابت» یا «اجاره آن کنترل شده بود»، (این‌ها در شهر نیویورک دسته‌های حقوقی مختلفی هستند)،:1 در ناحیه کلمبیا در سال ۲۰۱۴ میلادی، چیزی بیشتر از ۵۰ درصد واحدهای اجاره‌ای دارای کنترل اجاره بودند،:1 در سانفرانسیسکو از سال ۲۰۱۴ میلادی، تقریباً ۷۵ درصد تمام واحدهای اجاره‌ای دارای کنترل اجاره بوند:1 و در لس آنجلس در سال ۲۰۱۴ میلادی، ۸۰ درصد واحدهای چند خانوار کنترل اجاره داشتند.:1
در سال ۲۰۱۹ میلادی قانون‌گذاران اورگن لایحه‌ای را تصویب کردند، که این ایالت را اولین ایالتی در سطح کشور ساخت که سیاست کنترل اجاره را در سطح ایالت اتخاذ کرده‌است. این قانون جدید افزایش اجاره سالانه را به تورم اضافه ۷ درصد محدود می‌سازد و شامل برداشتن کنترل (نرخ بازار میان دو اجاره نشین) می‌گردد، ساختمان‌های جدید را برای ۱۵ سال معاف می‌کند و ممانعت فعلی ایالتی بر سیاست‌های محلی کنترل اجاره (ممانعت‌های سطح ایالتی) را پابرجا نگه می‌دارد.:1:1

## تاریخچه
در جریان جنگ جهانی اول در ایالت متحده، اجاره‌ها از طریق ترکیبی از فشار مردم و تلاش کمیته‌های محلی ضد سودجویانه «کنترل» می‌شدند. میان سال‌های ۱۹۱۹ و ۱۹۲۴، تعدادی از شهرها و ایالت‌ها قوانین کنترل اجاره و تخلیه را تصویب کردند. کنترل‌های مدرن اجاره اولین بار در واکنش به رکود بزرگ و کاستی‌های دوران جنگ جهانی دوم به کار گرفته شد. به‌خاطر همین کاستی‌ها و بحران کلی اقتصادی در سطح ملی، دولت فدرال در سال ۱۹۴۲ میلادی خواستار کنترل اضطراری قیمت کالاهای مصرفی و کنترل اجاره شد. با این حال، تمامی ایالت‌ها تصمیم به تطبیق این قوانین کنترل اجاره نگرفتند.
در دهه ۱۹۷۰، در جریان رکود اقتصادی، ریچارد نیکسون به‌طور موقت کنترل‌های ملی دست‌مزد و قیمت را برای مبارزه با تورم فوق‌العاده به اجرا درآورد، اما این کنترل‌ها به مدت طولانی دوام نیاوردند. در سال ۱۹۷۳ میلادی شروع به حذف تدریجی کردند. با این وجود، اجاره نشینان به‌ویژه در برکلی به سازماندهی ادامه داده و اجاره‌ها را به رای L972 در ۶ ژوئن ۱۹۷۳ به ثبات رسانیدند. آن‌ها پیروز شدند و برکلی اولین شهری در کالیفرنیا شد، که پس از جنگ جهانی دوم دارای کنترل اجاره بودند. سایر شهرها در سراسر کشور از آن پیروی کردند و برخی هنوز پیروی می‌نماید یا در تعدادی از شهرها که جمعیت کثیری اجاره نشینان در آن وجود دارد مانند شهر نیویورک، سانفرانسیسکو، لاس آنجلس، واشینگتن دی سی و اوکلند کالیفرنیا دوباره معرفی شد. بسیاری از جوامع کوچکتر نیز دارای کنترل اجاره هستند. به ویژه شهرهای کالیفرنیا سانتا مونیکا، برکلی و وست هالیوود–به همراه بسیاری از شهرهای کوچک در نیوجرسی. در اوایل دهه ۱۹۹۰، کنترل اجاره در برخی شهرها، مانند بوستون، کمبریج و ماساچوست با همه‌پرسی ایالتی پایان یافت. بر اساس مطالعه‌ای که توسط مرکز املاک MIT انجام شد. وقتی کنترل اجاره در کمبریج به پایان رسید، این شهر افزایش ۲۰ درصدی در توسعه جدید را تجربه کرده و ارزش ملک آن افزایش یافت.
تاریخ بیان می‌دهد، که این مقررها دائماً در حال تغییر و تطبیق با موقعیت‌های مانند بلایای طبیعی، بحران‌های اقتصادی و بیماری‌های همه‌گیر هستند. این تغییرات همیشه یک‌سان به نظر نمی‌رسند و در هر ایالت و شهر متفاوت هستند. به عنوان مثال، به دلیل کووید-۱۹، اوکلند، کالیفرنیا یک تواقف را اجرا کردند تا از اخراج‌ها جلوگیری کنند، که در فوریه ۲۰۲۱ به پایان رسید. در ماساچوست توقف اخراج‌ها در ۱۷ اکتبر ۲۰۲۰ به پایان رسید و یک مهلت قانونی CDC وجود داشت که اخراج فیزیکی را، در مواردی که اجاره نشینان به دلیل بیماری یا از دست دادن شغل تا ۳۱ دسامبر ۲۰۲۰ بدهکار اجاره بودند، متوقف کرد.

### نیویورک
ایالت نیویورک از سال ۱۹۴۳ بدین‌سو طولانی‌ترین تاریخ کنترل اجاره را داشته‌است. شهر نیویورک اکثر واحدهای تحت پوشش کنترل اجاره را دارد. قوانین کنترل اجاره به دلیل عرضه ناکافی «مسکن مناسب و مقرون به صرفه» برای چندین دهه در نیویورک روی کار مانده‌است. بدترشدن بازار اجاره منجر به تصویب قانون تثبیت اجاره در سال ۱۹۶۹ میلادی شد که هدف آن کمک به افزایش تعداد واحدهای اجاره‌ای موجود بود. سیستم فعلی بسیار پیچیده‌است و اکثر اجاره نشینان تحت حمایت سالمندان هستند. ویلیام ای موزس، بنیان‌گذار برنامه بهبود مسکن جامعه، انجمن تجاری که نماینده مالکان بیش از ۴۰۰۰ ساختمان آپارتمان در شهر نیویورک است، در سال ۱۹۸۳ میلادی گفت که کنترل اجاره «دلیل اصلی وخامت محله» است و بدون آن حداقل ۳۰۰۰۰۰ واحد آپارتمان می‌توانست در شهر نیویورک ساخته شود. موزس استدلال می‌کرد که اگر صاحب‌خانه‌ها اجازه دریافت اجاره مناسب را نداشته باشند، ممکن است ملک خود را حفظ نکنند. پژوهشگر برنامه‌ریزی شهری پیتر مارکوزه در سال ۱۹۸۳ میلادی گفت که کنترل اجاره دلیلی نیست که برخی از صاحب‌خانه‌ها املاک خود در نیویورک را در انتهای بازار رها کنند–در عوض، چنین رهاسازی ناشی از ناتوانی اجاره نشینان کم‌درآمد در پرداخت حداکثر اجاره مجاز است. قانون نیویورک کنترل اجاره را در سال ۲۰۱۹ از طریق تصویب قانون ثبات مسکن و حفاظت از اجاره نشینان ۲۰۱۹، گسترش داد. از آن‌زمان، مخالفان استدلال کرده‌اند که این مقررات جدید کنترل اجاره، مانع سرمایه‌گذاری در املاک چندخانواری در شهر نیویورک شده‌است. قوانین کنترل اجاره در نیویورک همچنین به دلیل اعطای سود ناخواسته به اجاره نشینان ثروتمندی که ممکن است در غیر این صورت نیازی به کمک نداشته باشند، مورد انتقاد قرار گرفته‌است. علاوه بر این، یک نظرسنجی از صاحبان املاک در شهر نیویورک که مالک واحدهای با اجاره تثبیت شده هستند یا آن را مدیریت می‌کنند، نشان داد که مقررات اجاره منجر به پیشرفت‌های غیر ضروری کم‌تر و نگهداری پیش‌گیرانه ساختمان‌هایشان می‌شود.

### کالیفرنیا
در کالیفرنیا، به دنبال تورم بالای دهه ۱۹۷۰ (که باعث افزایش پایدار اجاره شد):1 و پیشنهاد ۱۳ سال ۱۹۷۹ در سطح ایالت که نرخ مالیات بر دارایی را ۱ درصد و افزایش سالانه را ۲ درصد تعیین کرد، کنترل اجاره توسط شهرداری تنفیذ گردید. هاوارد جارویس، سیاست‌مدار کالیفرنیایی که رهبری کمپینی برای تصویب پیشنهاد ۱۳ را بر عهده داشت، با این ادعا که صاحب‌خانه‌ها پس‌اندازهای مالیاتی را به اجاره نشینان منتقل می‌کنند، تلاش کرد، تا اجاره نشینان را به حمایت از پیشنهاد ۱۳ تشویق کند. هنگامی که اکثراً موفق به انجام این کار نشدند، به یک عامل انگیزشی اضافی برای کنترل اجاره تبدیل شد.:2
در سال ۱۹۸۵ میلادی، کالیفرنیا، پس از حکم دادگاه عالی کالیفرنیا در پرونده ناش علیه شهر سانتا مونیکا، مبنی بر این‌که شهرداری‌ها می‌توانند مانع «خروج از تجارت» صاحب‌خانه‌ها و بیرون کشیدن املاک آن‌ها از بازار اجاره شوند، قانون الیس را تصویب کرد که بر اساس آن توانایی شهرداری‌ها برای ممنوع کردن و بیرون کشیدن املاک از فعالیت‌های اجاره‌ای، لغو گردید. مطالعه جدید خواستار اصلاح قانون الیس است.
قوانین کنترل اجاره «قوی» یا «کنترل خانه‌های خالی» در پنج شهر کالیفرنیا (وست هالیوود، سانتا مونیکا، برکلی، پالو آلتوی شرقی و کوتاتی) در سال ۱۹۹۵ میلادی به اجرا درآمد، زمانی‌که AB 1164 (معروف به قانون مسکن اجاره‌ای کاستا هاوکینز) مانع برخی از عناصر فرامین کنترل اجاره شهرداری شد و کنترل قوی اجاره را در کالیفرنیا حذف کرد (به جز در موارد خاص مانند پارک-خانه‌های سیار).
در سال ۲۰۱۸، یک ابتکار در سطح ایالت (پیشنهاد ۱۰) تلاش کرد، تا قانون کاستا-هاوکینز را لغو کند، که در صورت تصویب، به شهرها و شهرداری‌ها اجازه می‌داد تا سیستم‌های «قوی» یا «کنترل خانه‌های خالی» را اعمال کنند، اجازه می‌داد کنترل اجاره به تعمیرهای ساخته شده پس از سال ۱۹۹۵ میلادی اعمال شده و کنترل اجاره بر خانه‌های تک خانواده را امکان‌پذیر می‌کرد. در حال حاضر همه این موارد توسط کاستا-هاوکینز ممنوع اند.:1 این پیشنهاد با ۵۹ درصد در مقابل ۴۱ درصد شکست خورد. تلاش دیگری برای کنترل بیشتر اجاره، پیشنهاد ۲۱ کالیفرنیا ۲۰۲۰، با اختلاف مشابهی شکست خورد.

## ارجاعات
1. 1 2  Cruz, Christian (2009-01-19). "The pros and cons of rent control". Global Property Guide. Archived from the original on 2010-02-27. Retrieved 2018-08-05.
2. ↑  Baumol, William J; Blinder, Alan S. (1994). Economics Principles and Policy (6th ed.). Dryden Press. pp. 92–93, 379. ISBN 0-03-098927-2.
3. ↑  Cooter, Robert; Ulen, Thomas (1997). Law and Economics 2nd Edition. Addison-Wesley. pp. 32–33.
4. ↑  David A Besanko; Ronald R. Braeutigam (2008). "10.5". Microeconomics (3rd ed.). Hoboken, New Jersey: John Wiley & Sons. pp. 374–377. ISBN 978-0-470-04924-2.
5. ↑  B. Douglas Bernheim; Michael D Whinston (2008). Microeconomics (1st ed.). McGraw-Hill Irwin. p. 565. ISBN 978-0-07-290027-9.
6. ↑  Dougherty, Conor (12 October 2018). "Why Rent Control Is a Lightning Rod". The New York Times. Retrieved 26 March 2019. And yet economists from both the right and the left are in almost universal agreement that rent control makes housing problems worse in the long run.
7. ↑  Mankiw, N. Gregory (2015). Principles of Economics. Boston, MA: Cengage Learning. pp. 31. ISBN 978-1-305-58512-6.
8. 1 2  "Rent Control Laws by State". National Multifamily Housing Council. 20 September 2019. Archived (PDF) from the original on 2018-08-03. Retrieved 2020-02-10.
9. 1 2  "US Rent Control Laws by State". rentprep.com. Archived from the original on 2019-09-18. Retrieved 2019-09-18.
10. ↑  Pereira, Ivan (2015-01-11). "Battle looms over NYC rent stabilization law". Newsday. Archived from the original on 2015-02-21. Retrieved 2018-12-04.
11. ↑  Weiner, Aaron (2014-12-12). "Losing Control - D.C.'s rent control laws are supposed to keep housing affordable. So how do landlords keep getting around them?". Washington City Paper. Archived from the original on 2016-05-26. Retrieved 2018-12-04.
12. ↑  Cutler, Kim-Mai (2014-04-14). "How Burrowing Owls Lead To Vomiting Anarchists (Or SF's Housing Crisis Explained)". TechCrunch. Archived from the original on 2014-04-30. Retrieved 2018-12-04.
13. ↑  Bergman, Ben (2014-09-12). "LA Rent: Has rent control been successful in Los Angeles?". Southern California Public Radio. Archived from the original on 2014-09-13. Retrieved 2018-12-04.
14. ↑  Ingber, Sasha (February 27, 2019). "Oregon Set To Pass The First Statewide Rent Control Bill". NPR.org. Archived from the original on 2019-03-06. Retrieved 2019-03-06.
15. ↑  Njus, Elliot (February 28, 2019). "Oregon Gov. Kate Brown signs nation's first statewide rent control law". OregonLive. Archived from the original on 2019-03-05. Retrieved 2019-03-06.
16. 1 2  "History of the Rent Control Debate in California". No Place Like Home (به انگلیسی). Archived from the original on 2020-09-26. Retrieved 2020-11-28.
17. ↑  California, Department of Consumer Affairs, State of. "Landlord/Tenant Book - California Department of Consumer Affairs". www.dca.ca.gov. Archived from the original on 2017-10-10. Retrieved 2008-02-06.
18. ↑  Massachusetts Election Statistics 1994: Ballot Question #9. [Boston?]: The Division. 1994.
19. ↑  Pollakowski, Henry (May 2003). "Rent Control and Housing Investment: Evidence from Deregulation in Cambridge, Massachusetts" (PDF). MIT Center for Real Estate. Archived (PDF) from the original on October 21, 2019. Retrieved October 21, 2019.
20. ↑  "Municode Library". library.municode.com. Archived from the original on 2021-03-09. Retrieved 2020-12-09.
21. ↑  "Temporary Halt in Residential Evictions To Prevent the Further Spread of COVID-19". Federal Register. 2020-09-04. Archived from the original on 2020-12-09. Retrieved 2020-12-09.
22. ↑  "History of Rent Regulation". www.tenant.net. Archived from the original on 2004-05-06. Retrieved 2004-04-15.
23. ↑  "Rent Control Fact Sheet". Archived from the original on 2005-05-09.
24. 1 2  Plakins, Ava (January 31, 1983). "The Landlord's Lament". New York. Archived from the original on March 9, 2021. Retrieved February 25, 2019.
25. ↑  "NY State Senate Bill S6458". NY State Senate (به انگلیسی). 2019-06-11. Archived from the original on 2019-07-20. Retrieved 2019-10-21.
26. ↑  Board, The Editorial (19 July 2019). "Opinion | The Wages of Rent Control". Wall Street Journal (به انگلیسی). Archived from the original on 2019-10-21. Retrieved 2019-10-21.
27. ↑  Louis, Errol. "Rent laws are welfare for the rich: Time for New York to have a smart conversation over a costly housing regulatory system". nydailynews.com. Archived from the original on 2019-11-11. Retrieved 2019-10-21.
28. ↑  REW (2019-08-28). "Owners cut spending, lay off workers as state rent regs begin to bite". Real Estate Weekly (به انگلیسی). Archived from the original on 2019-10-21. Retrieved 2019-10-21.
29. 1 2  Forbes, Jim; Sheridan, Matthew (1999-06-01). "The Birth of Rent Control in San Francisco". San Francisco Apartment Association. Archived from the original on 2008-07-20. Retrieved 2018-08-05.
30. ↑  "Nash v. City of Santa Monica (1984)". Justia. 1984-10-25. Archived from the original on 2015-12-02. Retrieved 2018-08-05.
31. ↑  New Study Calls for Ellis Act Reform
32. ↑  "AB1164 Bill Text". Archived from the original on 2014-12-18. Retrieved 2007-12-01.
33. ↑  "California Civil Code Sections 1954.50-1954.535". Archived from the original on 2012-02-11. Retrieved 2007-12-01.
34. ↑  Peter Dreier (May 14, 1997). "Rent Deregulation in California and Massachusetts: Politics, Policy, and Impacts – Part II". Archived from the original on October 22, 2007. Retrieved October 18, 2007.
35. ↑  Murphy, Katy (2018-11-06). "California's rent-control measure defeated". San Jose Mercury News. Archived from the original on 2018-11-17. Retrieved 2018-11-25.
36. ↑  "State Ballot Measures" (PDF). Secretary of State of California. Archived (PDF) from the original on 2019-01-08. Retrieved 2019-03-03. State Totals 4,949,543 7,251,443 Percent 40.6% 59.4%
37. ↑  "California Proposition 10, Local Rent Control Initiative (2018)". Archived from the original on 2019-02-25. Retrieved 2019-03-04.